# Теплоход «АН» (танк)
Теплоход «АН» — опытный советский лёгкий танк сопровождения, разработанный Ижорским заводом в 1919–1925 годах. Является одним из первых разработанных в СССР танков. Было построено два незаконченных прототипа.

## История создания
2 ноября 1919 года Советом военной промышленности был объявлен конкурс на разработку проекта нового советского танка. Танк должен был быть вооружён двумя пулемётами или одним 37-мм орудием: траншейной пушкой образца 1915 года (пушкой Розенберга) или автоматической пушкой Максима-Норденфельдта. Экипаж пулемётного танка должен был состоять из трёх человек, пушечного — из двух. Толщина брони должна была составлять 9-12 мм. Боевая масса не должна была превышать 700 пудов (11,467 т), в конструкции предполагалось использовать автомобильные агрегаты. Максимальная скорость должна была составлять 16 км/ч.
2 апреля 1920 года по итогам конкурса выиграл проект Ижорского завода — «Теплоход АН». Было рассмотрено 12 проектов, первую премию присудили проекту Ижорского завода, известному под названием «Теплоход АМ» (автор проекта — инженер Г.В. Кондратьев). Конструкторами «Теплохода» являлись Н. С. Власов, Н. Я. Обухов, М. С. Сухоруков и А. А. Марковский. Было решено построить два опытных образца «Теплохода» — один с пулемётным, а другой с пушечным вооружением. Танки планировалось построить до 1 мая 1921 года, но эти сроки неоднократно переносились — теперь первый прототип планировалось закончить к 15 мая, а второй — не позднее 1 августа 1921 года, затем было решено продолжить производство лишь первого образца со сроком постройки до февраля 1923 года, в начале 1923-го сроки были вновь перенесены, теперь до 20 апреля 1923 года.
Виной таких переносов сроков стали неудовлетворительная работа смежников и нехватка рабочих на заводе. По данным на лето 1922 года первый образец был готов на 50-60 %, а второй на 30 %. В итоге в январе 1925 года заказ на постройку «Теплохода АН», готовность которого составляла 72 %, была аннулирована, а высвободившиеся средства были направлены на работы по артиллерии. Дальнейшая судьба недостроенных прототипов неизвестна.

## Конструкция
Информации о машине сохранилось совсем немного. Известно, что машина должна была перемещаться как по суше, так и по воде, масса танка должна была составлять 10,107-10,156 т, планировалось использовать двигатель FIAT 60 HP, так как на заводе их имелось 60 штук. С помощью гребного винта танк должен был преодолевать водные преграды. В качестве вооружения планировалось использовать пулемётное вооружение или 37-мм автоматическую пушку Максима-Норденфельдта.